# Eerste Helmersstraat 208
Eerste Helmersstraat 208, Amsterdam is een gebouw aan de Eerste Helmersstraat te Amsterdam-West.

## Gebouw
De stad breidde ook in de jaren rond 1910 flink uit naar het westen. Al vanaf 1876 was men bezig met het bebouwen van de straat richting westen al heette ze toen nog Sophiapark onder beheer bij gemeente Nieuwer-Amstel. De straat werd in de loop der jaren steeds langer en langer. In 1910 was de bebouwing aangekomen bij wat later de huisnummers 202 tot en met 208 zou worden. De Amsterdamsche Coöperatieve Onderwijzers Bouwvereniging (ACOB) had destijds een aantal stukken grond aangekocht voor bebouwing ten behoeve van onderwijzers. ACOB wilde dat onderwijzers bij elkaar in de buurt woonden. Zij bouwde in onder andere de Tweede Boerhaavestraat (40-42 en 73-75) en Brederodestraat (91-93) en dus ook in de Eerste Helmersstraat. De onderwijzers hadden grote gezinnen, waardoor er woningen werden neergezet van vier a vijf kamers. Aan de Eerste Helmersstraat werden het vierkamerwoningen. Nieuw was destijds de plaats van een bad onder het aanrechtbank; ook een boodschappenliftje werd geïnstalleerd. Opvallend is dat er geen brandgangen werden gemaakt, Bouw-en Woningtoezicht gaf de voorkeur aan het ontsnappen bij brand via de begane grond. Architect van de bouwblokjes was Jop van Epen.   De bouw werd enigszins opgehouden door een staking onder grondwerkers.
De herenhuizen bestaan uit vier bouwlagen met zolderetage. Die laatste etage wordt doorsneden door een puntgeveltje en dakkapellen. Opvallend is het verschil in de raamoppervlakken. De eerste tot en met derde etage zijn voorzien van erkers. 
Alhoewel een setje woningen van Van Epen werd het voor de beoordeling naar gemeentelijk monument te licht verklaard; het bleef steken in orde drie (orde 1 is monument).

## Willem Frederik Hermans
De schrijver Willem Frederik Hermans bracht er een deel van zijn jeugd door (1929-1945). Vader en moeder Hermans waren immers onderwijzers. Een plaquette gemaakt door Frits Marnix Woudstra herinnert aan dat verblijf. Het gezin kwam uit de Brederodestraat 93, dat zich in hetzelfde bouwblok bevindt (ook van ACOB). Bovendien is er op de 2e etage een tekst van Hermans leesbaar: 
Tijd is de basis van elke relatie.

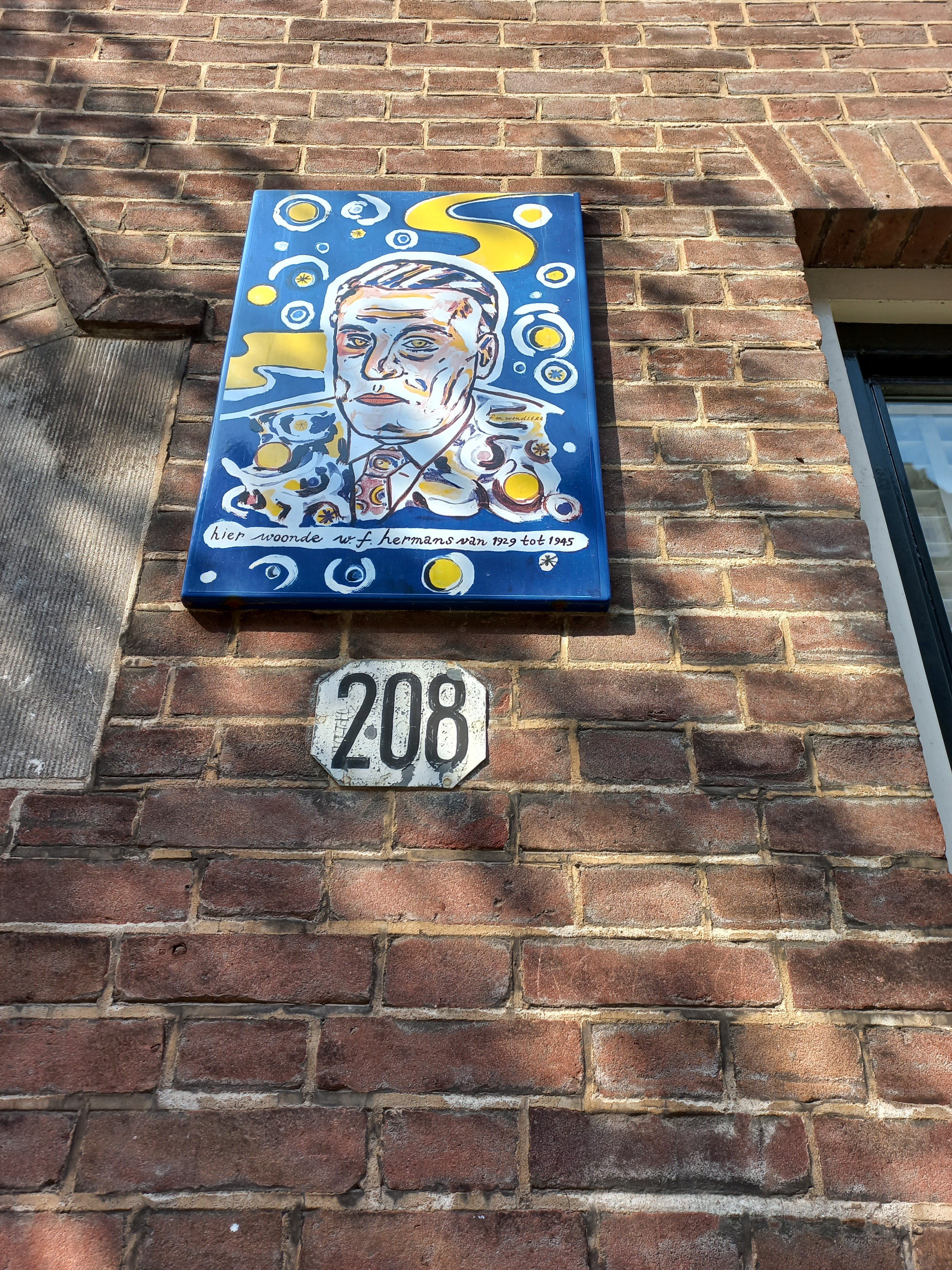
Plaquette (maart 2022)